# 이주도율
이주도율(爾朱都律, ? ~ 532년)은 북위(北魏)의 무장이다. 이주영(爾朱榮)의 당숙(堂叔)이다. 수용군(秀容郡) 출신이다.

## 생애
528년 안서장군(安西將軍) 및 광록대부(光祿大夫)에 임명되었으며, 낙향현개국백(樂鄕縣開國伯)에 봉해졌다. 이후 안북장군(安北將軍) 및 삭주자사(朔州刺史)가 되었으며, 산기상시(散騎常侍) 및 우위장군(右衞將軍)을 더한 뒤 위장군 (衛將軍) · 좌광록대부(左光祿大夫) · 경기대도독(京畿大都督)을 겸하였다.
이후 530년 이주영(爾朱榮)이 살해당하자 이주세륭(爾朱世隆) 등과 함께 원엽(元曄)을 옹립한 뒤 태위공(太尉公) · 사면대도독(四面大都督)이 되었으며 상산왕(常山王)으로 추봉되었고, 뒤이어 이주조(爾朱兆)가 낙양(洛陽)으로 병사를 진군시키자 함께 낙양에 입성한 뒤 이주조가 진양(晋陽)으로 귀환하자 낙양을 지켰다.
그 뒤 531년 고환(高歡)이 이주씨 일족들을 섬멸하기 위해 거병하자 사지절(使持節) · 시중(侍中) · 대장군(大將軍) · 태위(太尉)를 제수받아 고환과 싸웠으나 이주씨 일족의 내분으로 패하였으며, 532년 곡사춘(斛斯椿)에게 붙잡힌 뒤 낙양에 보내져 사형당했다.